# Баулойское сельское поселение
Баулойское се́льское поселе́ние — муниципальное образование в Итум-Калинском районе Чечни Российской Федерации.
Административный центр — село Баулой.

## История
Статус и границы сельского поселения установлены Законом Чеченской Республики от 14 июля 2008 года № 46-РЗ «Об образовании муниципального образования Итум-Калинский район и муниципальных образований, входящих в его состав, установлении их границ и наделении их соответствующим статусом муниципального района, городского и сельского поселения».

## Население
| 2010 | 2012 | 2013 | 2014 | 2015 | 2016 | 2017 |
| ---- | ---- | ---- | ---- | ---- | ---- | ---- |
| 43   | ↗44  | →44  | ↗47  | ↘46  | →46  | ↘43  |
| 2018 | 2019 | 2020 | 2021 | 2023 | 2024 |      |
| ↗44  | →44  | →44  | ↗223 | →223 | ↘222 |      |

## Состав сельского поселения
| № | Населённый пункт | Тип населённого пункта | Население |
| - | ---------------- | ---------------------- | --------- |
| 1 | Баулой           | село                   | 34        |
| 2 | Гезах            | село                   | 9         |